# Villa Ormond
Das Villa Ormond ist eine Villa in Montreux-Clarens, Schweiz. Das 1864 erbaute Gebäude liegt oberhalb des Genfersees und steht als Kulturgut von regionaler Bedeutung unter Denkmalschutz.

## Lage
Das Bauwerk liegt auf einer Terrasse oberhalb von Uferstrasse und -promenade.

## Geschichte
Die Villa Ormond erhielt ihren Namen nach ihrem ersten Besitzer, der sie 1864 erbauen liess. Im Jahr 1901 ging sie für etwa zwanzig Jahre in das Eigentum von Pauline Plé über. Plé gilt als Mätresse Kaiser Napoleon III.
Das Anwesen wurde 1985 Campus der European University (EU), später EU Business School Montreux. Mit Stand Dezember 2022 wird Montreux nicht mehr als Campus und Sitz der Hochschule geführt.

## Architektur und Denkmalschutz
Das fünfachsige Gebäude im Stil des Historismus ist im Schweizerischen Inventar der Kulturgüter von regionaler Bedeutung (Kategorie B) eingetragen.

## Belege
1. ↑  mymontreux.ch: La Villa Ormond fut achetée par la maîtresse de Napoléon III. (französisch, abgerufen am 31. Dezember 2022)
2. ↑  euruni.edu: Webpräsenz der EU Business School. (englisch, abgerufen am 31. Dezember 2022)
3. ↑  euruni.edu: Swiss Values, an International Mindset and a Pragmatic Approach. (englisch, abgerufen am 31. Dezember 2022)
4. ↑  Kantonsliste A- und B-Objekte Kanton VD. Schweizerisches Kulturgüterschutzinventar mit Objekten von nationaler (A-Objekte) und regionaler (B-Objekte) Bedeutung. In: Bundesamt für Bevölkerungsschutz BABS – Fachbereich Kulturgüterschutz, 1. Januar 2024, S. 18,  abgerufen am 27. Dezember 2022. (PDF; 390 kB, 18, Revision KGS-Inventar 2021 (Stand: 1. Januar 2023)).
5. ↑  KGS-Nr.: 6253

Koordinaten: 46° 26′ 28,5″ N, 6° 54′ 5,1″ O; CH1903: 558715 / 143464